# 1386 en Angleterre
Chronologie de l'Angleterre
- 1382
- 1383
- 1384
- 1385
- 1386
- 1387
- 1388
- 1389
- 1390

Cette page concerne l'année 1386 du calendrier julien.

## Naissances en 1386
- 14 septembre : Maurice Bruyn, chevalier
- 16 septembre : Henri V, roi d'Angleterre
- Date inconnue : 
  - Élisabeth de Berkeley, comtesse de Warwick
  - John Byron, member of Parliament pour le Lancashire
  - Edmund de Ferrers, 5e baron Ferrers de Chartley
  - Harry Hawles, intendant de l'île de Wight
  - Éléonore Holland, comtesse de Salisbury
  - Philippa Neville, baronne Dacre

## Décès en 1386
- 29 janvier : William Bardolf, 4e baron Bardolf
- 1er avril : James Audley, 2e baron Audley
- 6 avril : Philippa de Beauchamp, comtesse de Stafford
- 24 juin : Giles Daubeney, chevalier
- 16 juillet : John Harewell, évêque de Bath et Wells
- 26 septembre : Walter FitzWalter, 4e baron FitzWalter
- 16 octobre : Hugh Stafford, 2e comte de Stafford
- Date inconnue : William Langland, poète